# Téviec
Téviec is een klein eiland in de Golf van Morbihan, ten westen van de landengte van het schiereiland van Quiberon. Het eiland is onbewoond maar vormt een belangrijke archeologische site. Sinds 12 januari 1982 wordt de biotoop van het eiland beschermd. Aanmeren op het strand is toegelaten, evenwel is er geen toegang tot de rest van het eiland.

## Archeologie

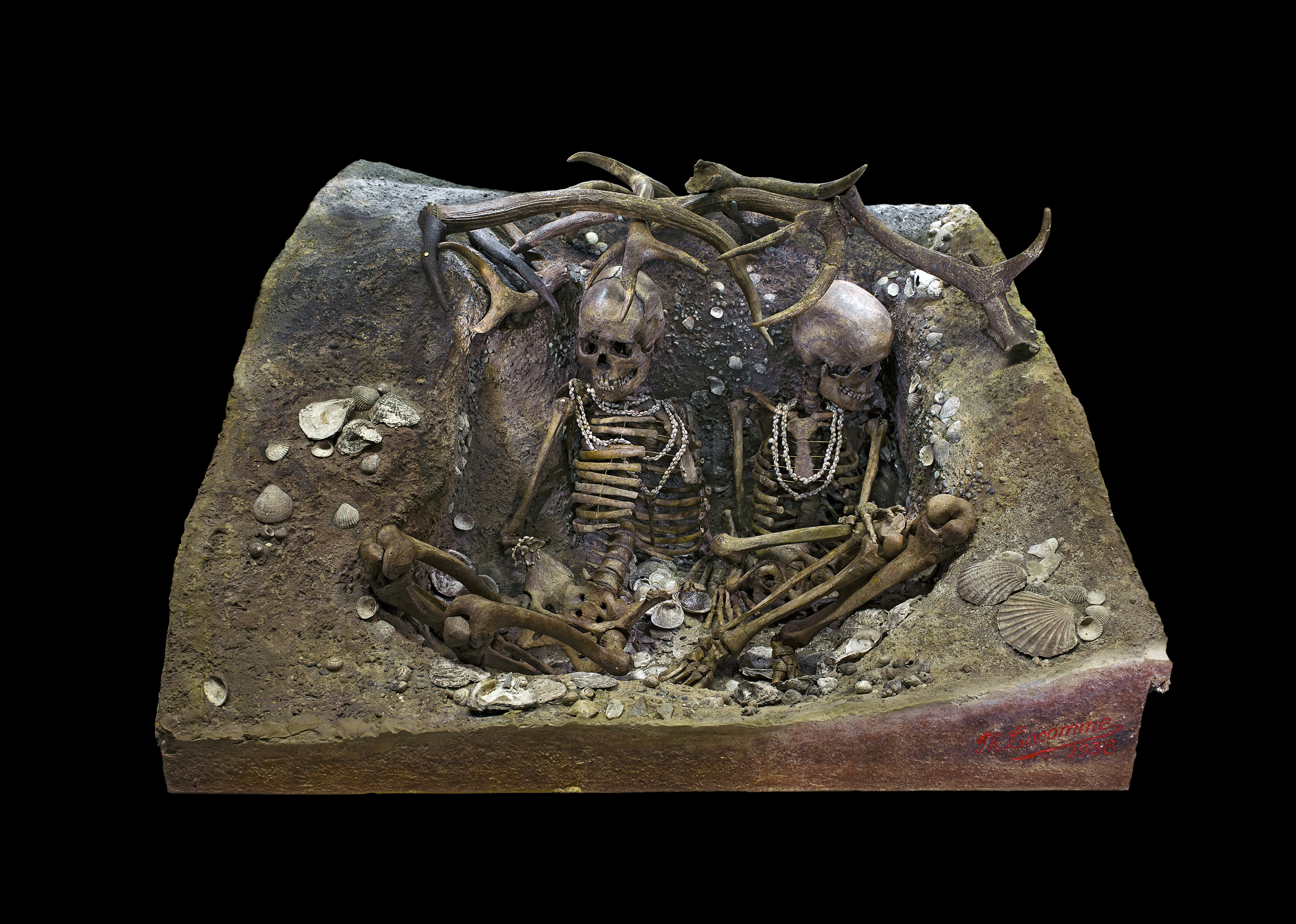
Een mesolithisch graf, opgegraven in Téviec.

Tussen 1928 en 1934 werd door amateurarcheologen een reeks nederzettingen en een necropolis uit een Mesolithicum blootgelegd. Rond 6000 à 5000 v.Chr. zou het eiland in een lagune gelegen hebben en was Het Kanaal nog geen zeestraat. De jager-verzamelaars leefden toen tussen de schelpen van de weekdieren die ze kort voordien opaten. De carbonaten in deze schelpen zorgden voor de lange bewaring van deze nederzettingen en skeletten. Téviec vormt door deze opgravingen een van de belangrijkste archeologische sites om de complexiteit van het leven in de overgang tussen het Mesolithicum en het Neolithicum in Noord-West-Europa te kunnen begrijpen.
In de necropolis werden 23 skeletten ontdekt, van zowel volwassenen als kinderen, waarbij sommige beenderen vaak ver uit elkaar lagen. De aanwezigheid van een pijlpunt in de wervel van een van de skeletten wijst op een gewelddadige moord. Een graf dat bestond uit twee skeletten werd door de amateurarcheologen gedoneerd aan het Muséum de Toulouse.